# Heligmomerus jeanneli
Espèce
Heligmomerus jeanneli est une espèce d'araignées mygalomorphes de la famille des Idiopidae.

## Distribution
Cette espèce se rencontre en Afrique de l'Est.

## Étymologie
Cette espèce est nommée en l'honneur de René Jeannel.

## Publication originale
- Berland, 1914 : Araneae (1re partie).Voyage de Ch. Alluaud et R. Jeannel en Afrique oriental (1911-1912): Résultats scientifiques. Paris, vol. 3, p. 37-94.